# Pharmacus dumbletoni
Pharmacus dumbletoni is een rechtvleugelig insect uit de familie grottensprinkhanen (Rhaphidophoridae). De wetenschappelijke naam van deze soort is voor het eerst geldig gepubliceerd in 1972 door Richards.